# Paolo Cascini
Pour les articles homonymes, voir Cascini.
Paolo Cascini est un mathématicien italien spécialisé en géométrie algébrique.

## Formation et carrière
Cascini est diplômé de l'Université de Florence avec une maîtrise en 2000. Il a obtenu son doctorat du Courant Institute de l'université de New York en 2004 sous la direction de Fiodor Alekseïevitch Bogomolov (avec une thèse intitulée « On the Subsheaves of the Cotangent Bundles »). Il y obtient également sa maîtrise en 2002. En 2004, il devient professeur assistant invité et en 2007 professeur assistant à l'université de Californie à Santa Barbara. Il est professeur à l'Imperial College de Londres.

## Travaux
Il s'intéresse au programme des modèles minimaux dans la classification birationnelle des variétés algébriques de dimension supérieure. Avec Christopher Hacon, James McKernan et Caucher Birkar, il a fait avancer la classification des variétés de type général dans le cadre du programme Minimal Model, pour lequel tous les quatre ont reçu le AMS EH Moore Research Article Prize en 2016. Il s'occupe également des collecteurs Kähler.

## Prix et distinctions
En 2008, il a été chercheur Sloan. En 2005, il a reçu le prix Wilhelm Magnus de l'Institut Courant.

## Publications (sélection)
- avec F. Bogomolov, B. de Oliveira: Singularities on Complete Algebraic Varieties, Central European Journal of Math., Vol.4, 2006, pp.194-208.
- Rational curves on complex manifolds, Milan J. of Math., Vol.81, 2013, pp.291-315.
- avec V. Lazić : The Minimal Model Program Revisited, dans : Contributions to Algebraic Geometry, EMS Publishing House, 2012, pp. 169–187.
- avec V. Lazic : New outlook on the Minimal Model Program, I, Duke Math. Journal, volume 161, 2012, pages 2415-2467.
- avec Caucher Birkar, Christopher Hacon, James McKernan : Existence of minimal models for varieties of log general type, Journal of the American Mathematical Society, Vol. 23, 2010, pp. 405–468
- avec H Tanaka, C Xu : On base point freeness in positive characteristic, Annales Scientifique Ecole Normale Supérieure, Vol.48, 2015, pp.1239-1272